# Fredrikke Mørck
Fredrikke Andrea Møllerup Mørck, née le 9 novembre 1861 à Trondheim et morte le 14 octobre 1934 à Oslo, est une éducatrice, féministe et femme d'affaires norvégienne. Elle est l'une des membres fondatrices de l'Association nationale pour le droit de vote des femmes avec Fredrikke Marie Qvam.

## Biographie
Née en 1861 à Trondheim, son père est Christian Fredrik Møllerup Mørck (1828-1897), un inspecteur des douanes et de sa femme, Helene Margrethe Crøger (1829- après 1900). Elle obtient une diplôme d'enseignante en 1880 et travaille pendant un temps à Tønsberg avant de partir pour Kristiania. Après cinq ans à la Rolls Pigeskole, un lycée pour filles, elle fonde une école dans son appartement qu'elle nomme la Fredrikke Mørcks Pigeskole.
En 1898, elle est l'une des fondatrices de l'Association nationale pour le droit de vote des femmes et intègre le premier conseil d'administration de l'association. La même année, elle devient la présidente de l'Association des enseignants des lycées de Kristiania (Kristiania høiere skolers lærerindeforening) puis, deux ans plus tard, prend la place de présidente du Syndicat national des enseignants des écoles supérieurs (Høiere skolers landslærerindeforening) où elle se bat pour la création d'un établissement d'enseignement non-mixte, réservé aux femmes,.
Très amie avec Gina Krog, elle collabore à la revue que cette dernière fonde en 1887, Nylænde et en 1893, en devient éditrice. À la mort de cette dernière en 1916, elle devient rédactrice en chef, poste qu'elle conserve jusqu'en 1927, année où elle prend sa retraite. Pendant la Première Guerre mondiale, le magazine se bat pour l'égalité des salaires, pour une meilleure représentation des femmes au Storting et dans les conseils municipaux, mais ces deux dernières actions n'aboutissent pas vraiment. Le magazine finit par s'arrêter lorsqu'elle quitte sa présidence.
De 1926 à 1930, elle est la 10e dirigeante de l'Association norvégienne pour les droits des femmes.
En 1914, elle est l'autrice de Norske kvinner – 1814–1914 qui retrace les avancées en matière des droits des femmes durant cette période en Norvège.